# Зиновий (Корзинкин)
Митрополи́т Зино́вий (в миру Анато́лий Алексе́евич Корзи́нкин; род. 19 июня 1948 года, Славянск, Сталинская область) — архиерей Русской православной церкви; митрополит Саранский и Мордовский, глава Мордовской митрополии.
Член Комиссии по вопросам духовно-нравственного воспитания в общеобразовательной школе при Синодальном Отделе религиозного образования и катехизации, кандидат педагогических наук, кандидат богословия, декан факультета теологии и религиоведения Курского государственного университета, доцент.

## Биография
Родился 19 июня 1948 года в городе Славянске Сталинской области, в семье художника-реставратора.
После окончания общеобразовательной школы и Донецкого музыкального училища в 1967—1972 гг. обучался по классу скрипки в Донецком государственном музыкально-педагогическом институте и параллельно стажировался в Московской государственной консерватории, по окончании которых был направлен Министерством культуры УССР на работу преподавателем в музыкальное училище города Запорожья,
С 1972 по 1973 годы служил в рядах Советской армии.
Трудился преподавателем музыки по классу скрипки, воспитав ряд известных учеников (Дмитрий Погорелов — солист Чикагского симфонического оркестра), поддерживая дружественные связи с известными музыкантами (Юрий Башмет).

## Церковное служение
Оставив музыкальную и преподавательскую карьеру, переехал из Москвы в село Касторное Курской области, затем в город Щигры, затем Курск, где несколько лет был сторожем Сергиево-Казанского собора.
29 апреля 1978 года рукоположен в сан диакона, а 25 октября во иерея. 22 февраля 1984 года пострижен в монашество с именем Зиновий в честь священномученика Зиновия, епископа Егейского.
24 декабря 1984 года назначен благочинным Касторенского округа Курской епархии. 5 апреля 1985 года награждён наперсным крестом.
19 мая 1987 года назначен настоятелем Свято-Троицкого храма города Щигры Курской области и благочинным Щигровского округа Курской епархии.
Основатель Свято-Троицкого братства в городе Щигры — одного из самых крупных производителей резной церковной утвари в России.
4 ноября 1988 года возведен в сан игумена.
В 1989 году заочно окончил Московскую духовную семинарию.
В 1999 году возведен в сан архимандрита.
С сентября 1998 года декан факультета теологии и религиоведения Курского государственного университета.
25 декабря 1999 года защитил диссертацию на соискание ученой степени кандидата педагогических наук по теме «Духовно-нравственная концепция воспитания личности и современное образование» (в 2003 году присвоено ученое звание доцента по кафедре религиоведения).
30 июня 2006 года в Московской духовной академии защитил диссертацию «Система православного воспитания в современной общеобразовательной школе (на материале Курской области)» на соискание учёной степени кандидата богословия (научный руководитель: иеромонах Киприан (Ященко))
С 26 июня 2009 года — член Комиссии по вопросам духовно-нравственного воспитания в общеобразовательной школе при Синодальном отделе по религиозному образованию и катехизации.

### Архиерейство
22 марта 2011 года решением Священного синода избран епископом Элистинским и Калмыцким. 1 апреля в домовом храме Патриаршей резиденции в Чистом переулке патриарх Кирилл совершил чин наречения архимандрита Зиновия во епископа Элистинского и Калмыцкого. 3 апреля в храме Христа Спасителя состоялась его епископская хиротония, которую совершили патриарх Кирилл, митрополит Крутицкий и Коломенский Ювеналий (Поярков), митрополит Саранский и Мордовский Варсонофий (Судаков), митрополит Воронежский и Борисоглебский Сергий (Фомин), архиепископ Курский и Рыльский Герман (Моралин), архиепископ Белгородский и Старооскольский Иоанн (Попов), архиепископ Наро-Фоминский Юстиниан (Овчинников), архиепископ Владикавказский и Махачкалинский Зосима (Остапенко), архиепископ Сергиево-Посадский Феогност (Гузиков), епископ Зарайский Меркурий (Иванов), епископ Архангельский и Холмогорский Даниил; епископ Саратовский и Вольский Лонгин (Корчагин), епископ Солнечногорский Сергий (Чашин).
1 февраля 2014 года в кафедральном соборном Храме Христа Спасителя в Москве Патриархом Кириллом «во внимание к усердным трудам» возведён в сан архиепископа.
19 марта 2014 года решением Священного синода РПЦ назначен архиепископом Саранским и Мордовским, главой Мордовской митрополии.
С 24 марта по 30 мая 2014 года по поручению патриарха Кирилла временно управлял Симбирской епархией.
30 марта 2014 года в храме преподобного Алексия, человека Божия в Красном Селе, Москва, Патриархом Кириллом возведён в сан митрополита.
Решением Священного Синода от 30 мая 2014 г. (журнал № 54) утвержден в должности священноархимандрита Иоанно-Богословского мужского монастыря с. Макаровка Октябрьского р-на г. Саранска.
24 августа 2023 года назначен временно управляющим Ардатовской епархией, которой управлял до 11 июля 2024, когда в епископа Ардатовского и Атяшевского был хиротонисан архимандрит Мелетий (Кисняшкин).

## Труды
- Влияние религиозных мотиваций в процессе формирования духовно-нравственных характеристик личности в контексте православно-светского опыта
- Духовно-нравственная концепция воспитания личности и современное образование: Диссертация. канд. пед. наук. Курск, 1999.
- Слово на открытии конференции Свет Валаама (недоступная ссылка).
- Слово архимандрита Зиновия (Корзинкина) при наречении во епископа Элистинского и Калмыцкого

## Награды
- 2003 — орден свт. Иннокентия Московского II степени
- 2008 — орден прп. Сергия Радонежского III степени
- 2013 — орден прп. Сергия Радонежского II степени[14]
- 2016 — медаль «25 лет Саранской и Мордовской епархии РПЦ»